# Léopold-Clément de Lorraine
Titre
Héritier présomptif 
 des trônes de Lorraine et de Bar
10 mai 1711 – 4 juin 1723
(12 ans et 25 jours)
Le prince Léopold Clément Charles de Lorraine, devenu prince héréditaire de Lorraine, né à Lunéville le 25 avril 1707 et mort dans cette même ville le 4 juin 1723, est le huitième enfant et le deuxième fils du duc Léopold Ier de Lorraine et de son épouse, née princesse Élisabeth-Charlotte d’Orléans.

## Une famille décimée

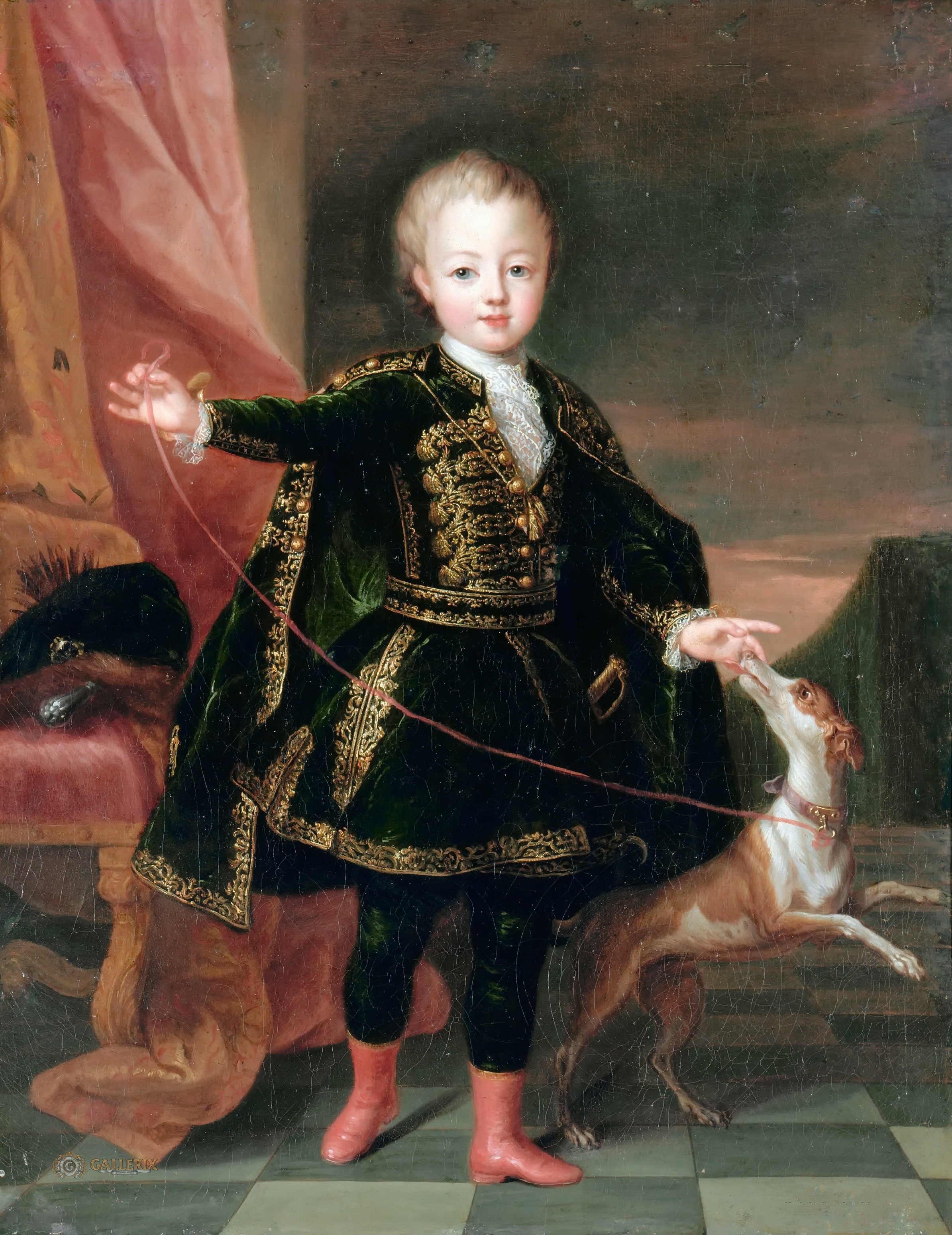
Léopold Clément, par Pierre Gobert, 1710.

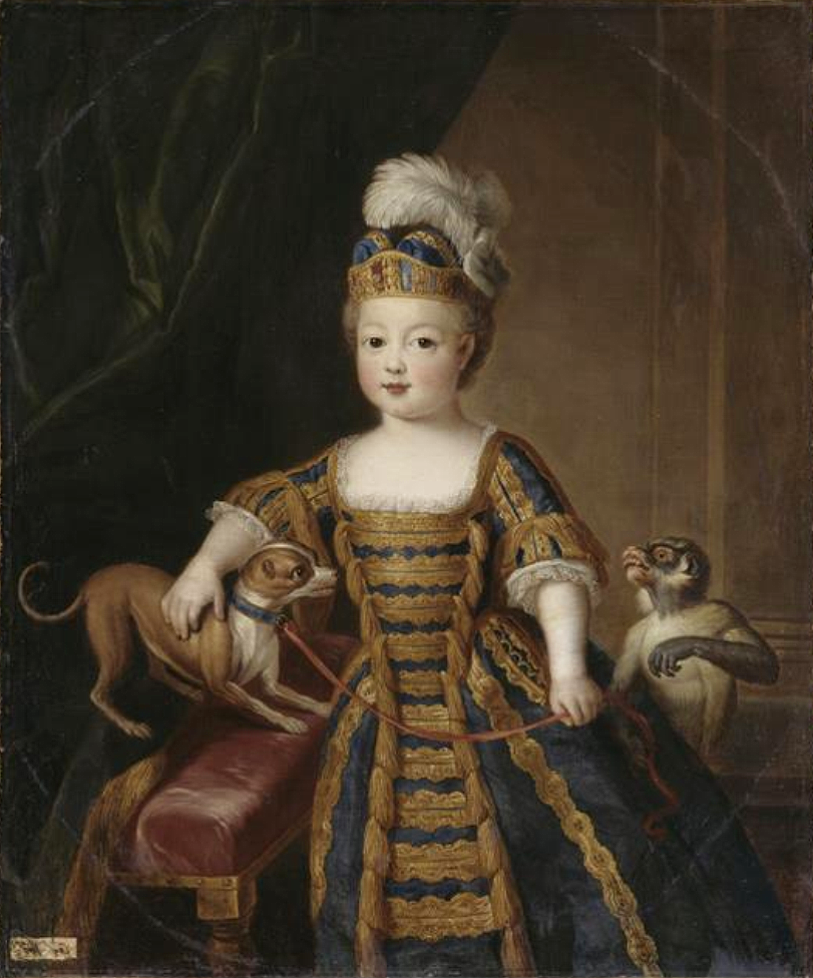
Léopold Clément enfant, par Pierre Gobert.

À la naissance du prince, quatre de ses sept frères et sœurs sont morts au berceau. Il ne reste au couple ducal qu’Élisabeth-Charlotte née en 1701, Marie-Gabrielle, née en 1702 et Louis, le fils aîné, né en 1704. En 1708, naît François-Étienne. 
Au printemps 1711, la variole frappe l’Europe emportant dans la tombe le 14 avril le dauphin Louis de France, cousin germain de la duchesse, le 17 avril, l’empereur Joseph Ier, cousin germain du duc. 
Au mois de mai suivant l’épidémie s’étend à la Lorraine emportant en une semaine les trois aînés des enfants du couple ducal : le 4 mai, meurt Élisabeth-Charlotte, 10 ans, suivie le 10 par son frère Louis, 7 ans l’héritier du trône. Le lendemain meurt Marie-Gabrielle, 9 ans.
La duchesse de Lorraine, mère tendre et attentionnée, enceinte de quatre mois et à qui il ne reste que ses deux derniers fils est anéantie.

## Entre la France et l’Empire
Alors qu’il vient d’entrer dans sa cinquième année, Léopold-Clément devient l’aîné des enfants du duc et l’héritier potentiel des duchés tandis qu’en octobre 1711, la duchesse met au monde une fille, Élisabeth-Thérèse, future reine de Sardaigne. En 1712 naîtra Charles-Alexandre qui sera un populaire gouverneur des Pays-Bas autrichiens et en 1714 Anne-Charlotte, qui sera abbesse laïque des prestigieuses abbayes de Remiremont et de Mons. 
En 1715, le roi Louis XIV de France meurt laissant la régence au duc d’Orléans, oncle de Léopold-Clément. Pendant quelques années les relations des duchés et de la France sont au beau fixe.
La nuit du 3 janvier 1719, le château de Lunéville est victime du premier incendie de son histoire. Les princes lorrains manquent y laisser la vie et sont sauvés par des serviteurs qui les emballent dans des couvertures avant de les évacuer prestement. On déplora tout de même sept victimes mortellement touchées.
En 1721, le duc Léopold Ier déclare officiellement son fils aîné majeur et héritier des duchés et commence à lui apprendre son futur métier de prince souverain. 

## 1722, la grande année du prince

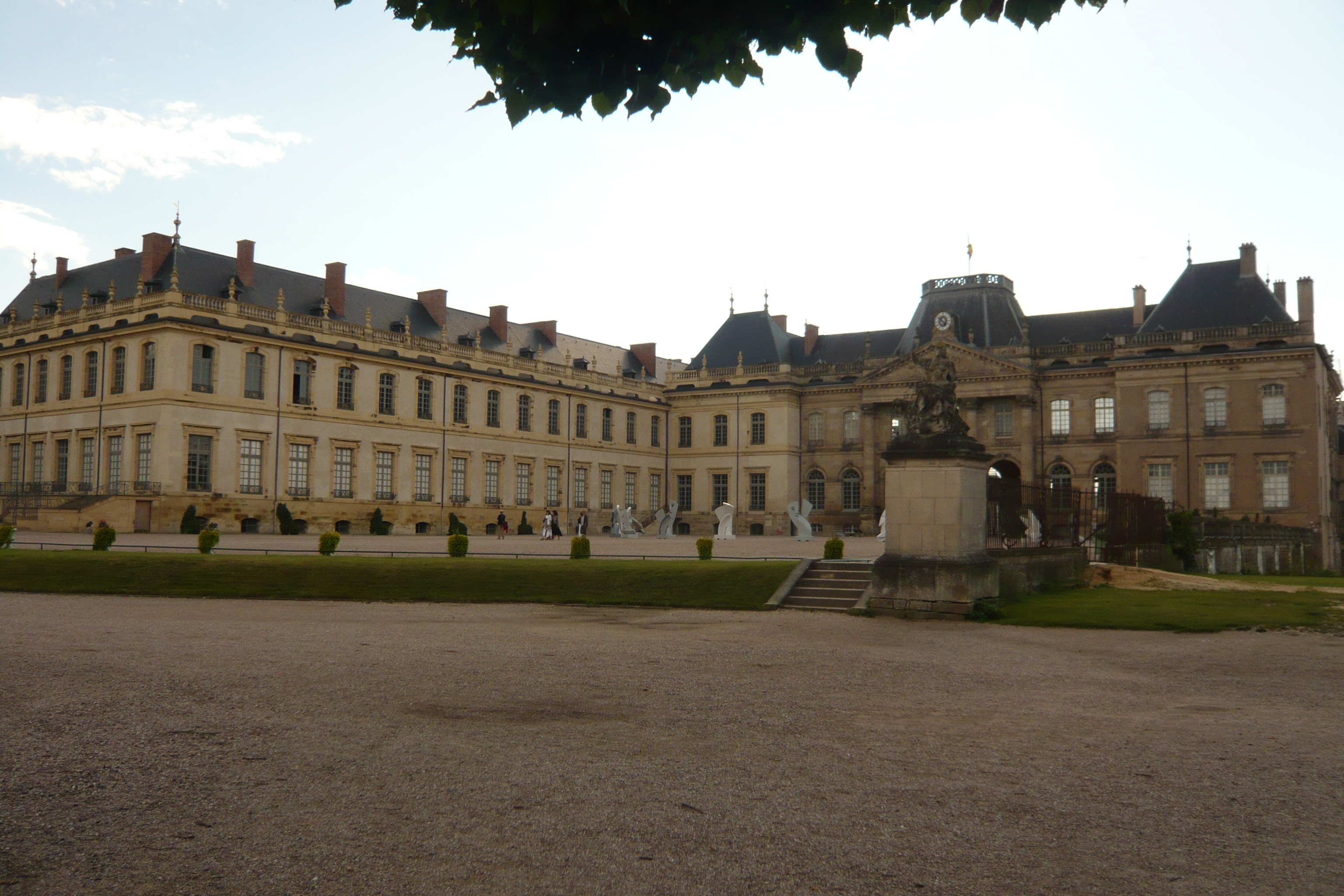
Le château de Lunéville.

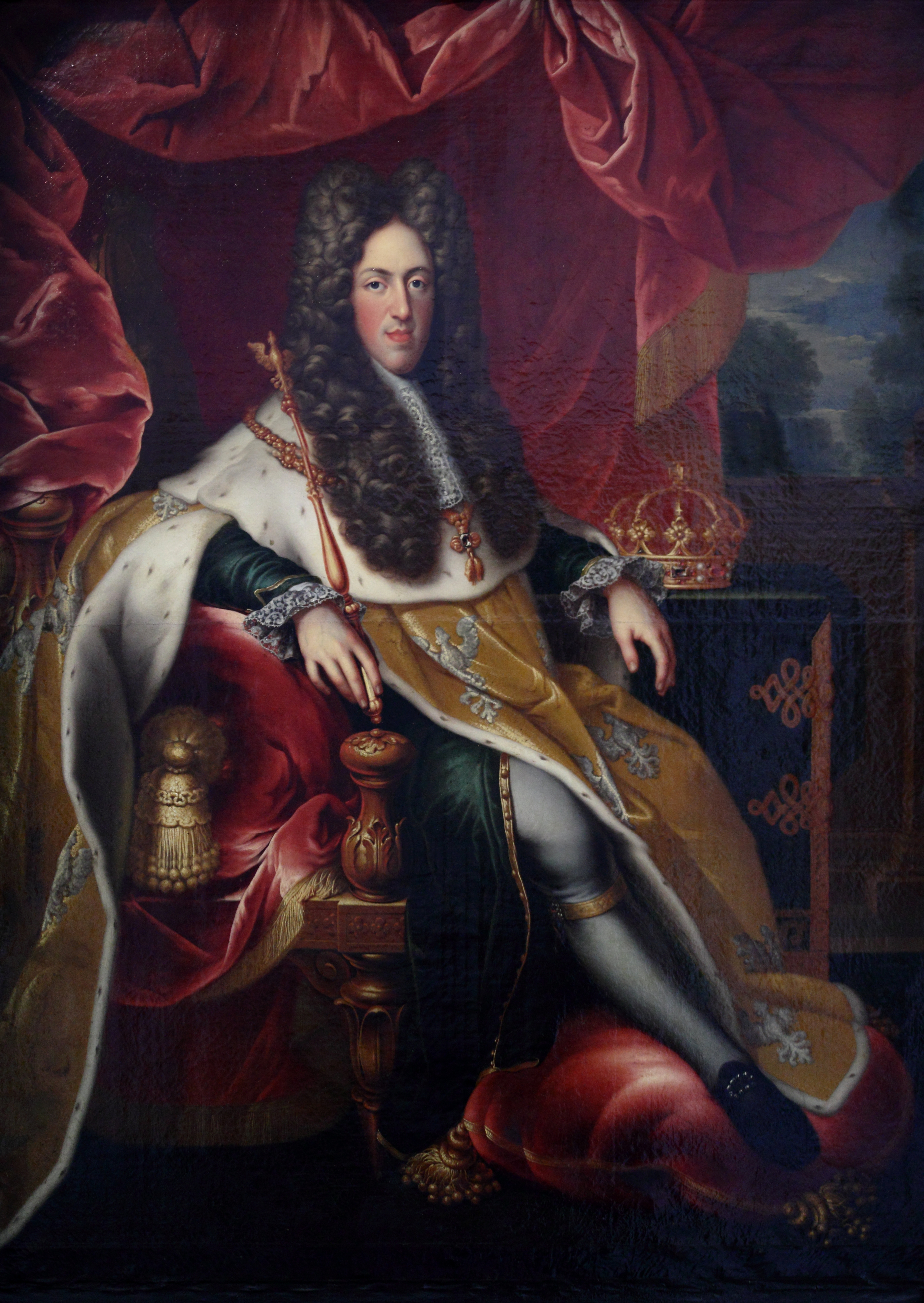
Léopold Ier, duc de Lorraine et de Bar, père du prince Léopold-Clément.

L’année suivante, Léopold Ier proclame Léopold-Clément apte à présider les conseils en son absence. Le prince de 15 ans se révèle un jeune homme doué. Il fait la fierté de sa famille, notamment de sa mère la duchesse Élisabeth-Charlotte.
Son père ayant reçu de l’empereur le duché de Teschen, le rétrocède immédiatement à Léopold-Clément. 
En effet, les relations avec la France s’étant refroidies, le duc Léopold Ier se tourne de nouveau vers l’empereur Charles VI dont il a été l’un des compagnons de jeu et dont il est proche. 
Or, l’empereur n’a que deux filles et le duc de Lorraine songe sérieusement à marier son fils aîné à la fille aînée de l’empereur qui, pour l'instant n’est âgée que de 5 ans.
Nonobstant sa sensibilité austrophile, en octobre de la même année 1722, celui-ci envoie son épouse et ses enfants à Reims assister au couronnement du roi Louis XV de France qui a 12 ans. Léopold-Clément et ses frères et sœurs y font la connaissance de leur grand-mère, la duchesse douairière d’Orléans. Impressionnée par sa haute taille, la célèbre épistolière le décrit comme un géant. 
La Palatine meurt deux mois plus tard.

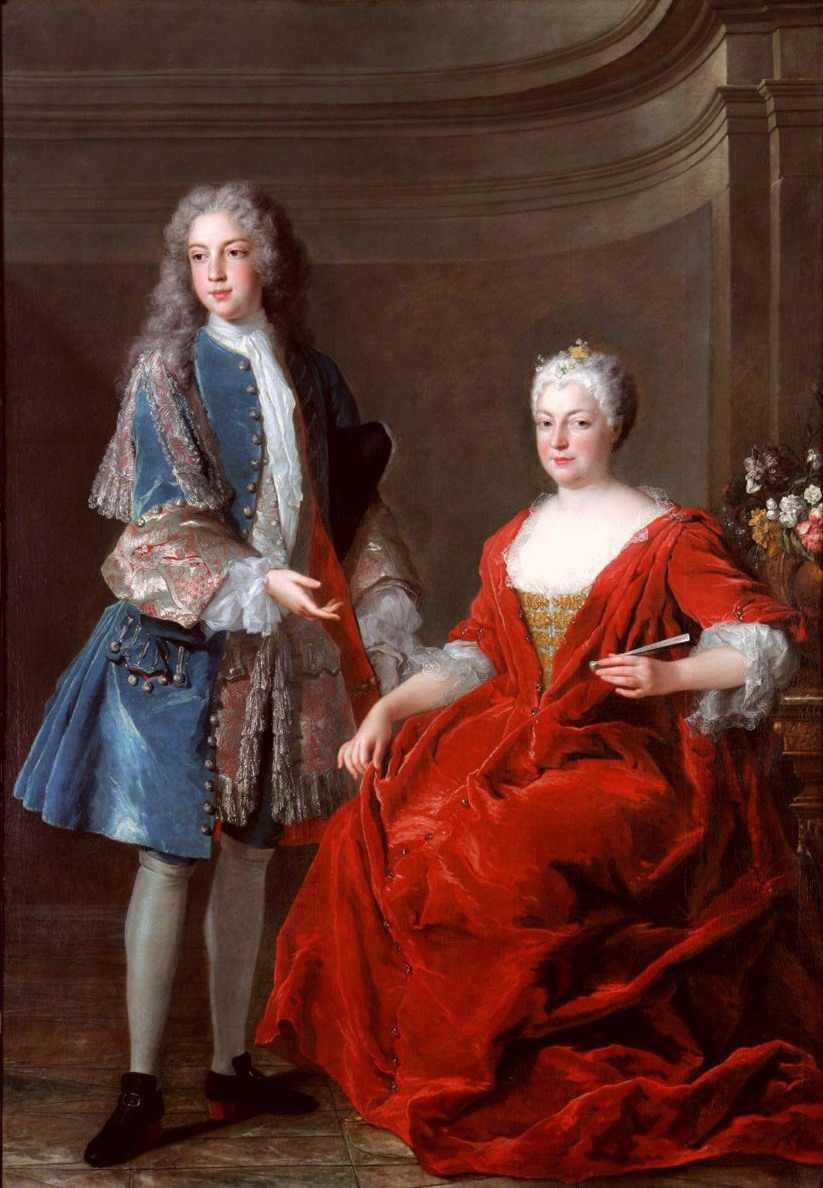
La duchesse Élisabeth-Charlotte et l’un de ses fils (Léopold-Clément ou François-Étienne).

## Le printemps d’un prince
L’année suivante, alors qu’il s’apprête à partir pour Vienne, Léopold-Clément est atteint à son tour par une variole qui lui est fatale. 
Il meurt le 4 juin, âgé de 16 ans. Sa dépouille est inhumée dans l’église des Cordeliers de Nancy, nécropole des ducs de Lorraine. Le jeune prince laisse sa famille consternée notamment sa mère, qui a perdu 10 enfants sur les 14 qu’elle a mis au monde.
Né en avril 1707, devenu prince héritier en avril 1711, mort en juin 1723, à l'âge de 16 ans et deux mois, Léopold-Clément aura été un prince du printemps.

## Épilogue
C’est son frère François-Étienne, âgé de 14 ans, qui devient le nouvel héritier des duchés.
Dès le mois d’août, il part pour Vienne. Il y épousera en 1736 l’archiduchesse Marie-Thérèse mais pour cela, il aura du renoncer à ses duchés patrimoniaux au grand dam de sa famille et notamment de sa mère la duchesse douairière Élisabeth-Charlotte qui assumait en son absence la régence des duchés. 
Il sera élu empereur en 1745. Il est l’ancêtre des Habsbourg-Lorraine actuels.